# فارس وفادي
فارس وفادي (بالإنجليزية: Phineas and Ferb)‏ هو سلسلة رسوم متحركة لقناة ديزني تدور أحداثه بشكل أساسي حول اثنين من الأخوة من نفس الأب ومغامراتهم المستحيلة في الفناء الخلفي لمنزلهم أثناء قضاءهما للعطلة الصيفية. تم بث السلسلة بتاريخ 1 فبراير عام 2008، على قناة ديزني في جميع أنحاء العالم في وقت واحد. تم تسويق السلسلة في الولايات المتحدة باسم Phineas and Ferb-uary، وذلك لأن صدور الحلقات الجديدة التي تعرض يومياً خلال شهر فبراير February. وعُرض الموسم الثاني بتاريخ 23 يناير 2009، بحلقة "Tip of the Day" على قناة ديزني تون. وتعد السلسلة خامس مسلسلات قناة ديزني التي تتجاوز ال60 حلقة. كان الأول هوذاتس سو رايفن، والثاني كان دامو ستحيل، والثالث هو ذا سويت لايف أوف زاك أند كودي والرابع كان هانا مونتانا. تستخدم السلسلة صيغة كلاسيكية لقناة ديزني عبر وضع أرقام موسيقية لكل حلقة.

## الأصول
المبدعين دان بوفنمير Dan Povenmire وجيف "سوامبي" مارش Jeff "Swampy" Marsh التقيا أثناء العمل في عائلة سيمبسون في منتصف 1990s. كانوا يمتلكون روح عالية من الدعابة واندمجا كفريق واحد في كتابة Rocko's Modern Life لل نكلوديون حيث تعلمون المزيد والمزيد عن جوانب العمل في الرسوم المتحركة.
خلال هذا الوقت بدئا في إنتاج عمل يمكنهما من الإكمال في مجال الكتابة. في مطعم the Wild Thyme في جنوب باسادينا، كاليفورنيا، بوفنمير كان يتناول وجبة مع زوجته عندما رسم اللوحة الأولى لطفل ذو رأس مثلث. بوفنمير دعا مارش في ذلك المساء وأخبره بالخبر: انه قام بابداع شخصيت فينياس.
و جميع الشخصيات الأخرى نمت ببساطة من هذه الراس المثلثة للطفل. فينياس مثلث، فيرب مستطيل، وكانديس نصف دائرة. ثم قرروا عمل أشكال هندسية في الخلفيات لربط الامر كله معا. ويرجع مارش الفكرة إلى مبدع اللوني تونز Looney Tunes تيكس أفيري. Tex Avery وقال "هناك القليلا من اسلوب تيكس أفيري هنا -- مُيز بهذا الاسلوب بعد ذلك [في رسومه ]. هناك الكثير من ما اقوم به الآن مستمد من تيكس 

### بوفنمير ومارش
لم يستمر بوفنمير ومارش بالعمل معا. حيث انتقل مارش إلى لندن للعمل على مجموعة متنوعة من الأفلام والمسلسلات، بما في ذلك Postman Pat and Bounty Hamster. بوفنمير بدأ في إنتاج واخراج حلقات فاميلي غاي ولكن استمرت في تسويق العرض ل Cartoon Network, Nickelodeon، وFox.
الاستوديوهات كانوا يشعرون بالقلق بشأن الطابع المعقد مقارنة بالوقت المسموح به. في Fox، كان هناك بضع الجلسات، ولكن سرعان ما انهارت المفاوضات. نيكولوديون استمر في إرساله أعلى وأعلى في صفوف العاملين في الإنتاج، ولكن في نهاية المطاف كان يعتبر معقد للغاية للموافقة عليه. عنادهم واسرارهم جاء بنتيجة عندما حصل بوفنمير أخيرا على اجتماع مع ديزني. وفقا لبوفنمير "ديزني كان الأولى أن يقول: دعنا نرى ما إذا كان بامكانك ان تقوم بذلك في 11 دقيقة'. قمت بذلك فقالوا: 'دعونا نرى ما إذا كنت تستطيع ان تفعل ذلك في 26 حلقة
نائب رئيس قناة ديزني آدم بونيه كانت مغرم ب Family Guy، لم يكن متخوف من عمل بوفنمير في هذه المسلسل. في الواقع، كان ذلك بسبب تعلقه بالسيت كوم في قناة فوكس وحسه العالي من الدعابة فقد كان بونيه متقبلا لايشيء يقوم به بوفنمير. بوفنمير علق على بونيه بقوله "، لقد دعاني لعقد اجتماع عندما كنت أعمل في عمل اخر خاص بهم لمجرد أن يقول لي كم كان يحب Family Guy. عندما عدت للعمل في عرضي اعتقد انه كان أكثر تفتحا.
على عكس مسلسلات الرسوم المتحركة، بوفنمير ومارش لم يقوما بكتابة نص، ولكن قاموا بعمل قصة مصورة. عندما جاء الوقت لعرضها على المسؤولين التنفيذيين في الخارج، قام بوفنمير بتعديل القصص المصورة إلى فيلم، مضيفا الموسيقى والمؤثرات الصوتية وتوفير الأصوات لجميع الشخصيات. الرسوم النتحركة يمكن العثور عليها على Phineas and Ferb: The Fast and the Phineas DVD.

## الحبكة الروائية
الحبكة الروائية الرئيسية تركز على فينياس فلين وفيرب فليتشر، اثنين من الأطفال الصغار عقدوا العزم على جعل العطلة الصيفية «سفينة دوارة roller coaster» (كما ظهر في الحلقة الأولى). السيناريو ينطوي على كانديس التي تحاول القبض على إخويها وجعلهم في ورطة، وتفشل دائما في ذلك. العنصر الرئيسي الآخر ينطوي على العميل السري P (Perry the Platypus) والدكتور هاينز دوفينشميرتز.
فينياس فلين (فنسنت مارتيلا) وفيرب فليتشر (توماس سنجستر) هما أخين غير شقيقين يعيشون مع شقيقتهم كانديس فلين (آشلي تيسدال) وأبويهم ليندا فلين (كارولين ريا) وفليتشر لورانس (ريتشارد أوبريان). الاخوة يجدون أنفسهم يتساءلون ماذا يفعل في عطلتهم الصيفية، ولذلك يقومون بعمل اشياء غريبة ولا تصدق (على سبيل المثال، صنع فيلم، سباق السيارات، اسستكشاف الفضاء، السفر عبر الزمن، الخ.)، لكي يضيفوا الإثارة إلى الصيف. شقيقتهما كانديس مدركة لأنشطتهم الغير عادية، وغالبا ما تحاول الكشف عن أنشطتهم إلى أمهم.

## الشخصيات
- فارس فريد — فارس هو صبي ودي ومبدع، يحلم بجعل اجازة الصيف أطول ما يمكن عن طريق طرح أفكار غير عادية، وأنشطة مثيرة، وضخمة، وأحيانا مستحيلة، من أشياء في حياته اليومية: من إعلانات التلفزيون للمواضيع العشوائية. لدى فارس أيضا مجموعة واسعة من القدرات الموسيقية مثل الغناء وكتابة الأغاني ويمكن أن يقوم باللعب على العديد من الالات الموسيقية. أخوه الغير شقيق، فادي، هو شريكه في أنشطته. وهو يحب شقيقته سندس، وغالبا ما يحاول ارضاءها أو مساعدتها، وذلك بوضع وجهها في جبل رشمور في عيد ميلادها، يجعل شجرتها أفضل، أو مساعدتها على تعلم قيادة السيارة. ومع ذلك، عادة ما يتسبب في غضبها بمخططاته. لديه علاقه طبيعية مع أمه وزوج أمه. كثيرا ما يتساءل عن مكان وجود حيوانه الاليف بيري خلد الماء، ويجهل حياته المزدوجة. وهو لطيف جدا مع أصدقائه، وقد التقا بجميلة في الماضي (غير معروف كيف التقيا). فهي لديها احاسيس تجاهُ، ولكن غير معروف إذا ما كان يبادلها نفس المشاعر. ولكن من المؤكد انه لا يعرف بمشاعرها. الموضوع المتكرر هو عندما يسأل الناس ما إذا كان مازال صغير على العمل في مشروعه الحالي، والذي يجيب عليه دائما، «نعم، نعم أنا كذلك.» بأمانة شديدة.
- فادي فليتشر — فادي في ذكاء فارس وهو الأخ غير الشقيق له وهو من بريطانيا. فادي صبي هادئ جدا، لكنه ليس خجول. وهو ذكي ولديه حس كبير بالماكينات والإلكترونيات. قام ببناء سفينة دوارة ومسار عملاق وسيارات سباق بالتحكم عن بُعد، والعديد من الساحات والملاعب، وشاحنة الوحش، وسفينة صواريخ، وآلة زمن بمفرده تقريبا. وهو دائما يرغب في تحقيق خطط فارس وجعلها حقيقة واقعة، مهما كانت الظروف. في هذه المسلسل، فادي يتحدث دائما في نهاية كل حلقة لبضع ثوان تقريبا. فادي موهوب في تغيير صوته، وعادة ما يستخدم صوت رزين في الغناء. مثل فارس، فادي أيضا موهوب ويمكنه أن يقوم بالعزف على مجموعة كبيرة ومتنوعة من الالات الموسيقية، التي تشمل البوق، والغيتار، البيانو، والهارمونيكا والطبول فادي لديه موهبة في التزحلق كما انه معجب بفايزة أبو الأشرار، كما ظهر في حلقة "I scream you scream" و"The Chronicles of Meap"..
- سندس فريد — تبلغ سندس من العمر 15 عاما، وهي في الصف العاشر وتمثل الخصم الرئيسي في السلسلة. وهي دائما على بينة من خطط اخويها. وهي عموما تسعى لافساد الخطط وجعل اخويها في ورطة مع أمهم، ولكن عندما تحصل في النهاية على الاهتمام من والدتها لمعرفة ما يقومون به، يبدون وكانهم في غاية البرائة والطبيعية. سندس لديها مشاعر تجاه سامي جونسون. وهي على العكس تماما من أشقائها، تخاف بشكل رهيب من المرتفعات وتُصاب بالمرضى أو الدوار بسهولة. لديها «غرفة للاختباء» في الطابق السفلي عندما تخاف من خدع أشقائها كما ظهر في" i Brobot ". بينما كانديس باستمرار غاضبة من اخويها، هناك دلائل على أنها تحبهم في اعماقها. في "Traffic Cam Caper" قامت بانقاظ فارس على حساب فقدان الأدلة (على الرغم من هذا لم يحدث إلا بعد أن كانت قد فقدت الأدلة في جميع الأحوال)، وفي حلقة «اDude, We're Getting the Band Back Together»، اعطت لفارس ابتسامة كبيرة وعانقته. في "It's A Mud, Mud, Mud World" لم تُخبر بما يفعله إخويها، ربما لانهم كانوا يساعدونها، وربما بسبب ان زوج أمها كان حاضرا. سندس جيدة في الغناء، كما ظهر في "flop stars" (حتى عندما تغير صوتها بسبب حساسية تجاه الجزر البري الأبيض) والعديد من الحلقات الأخرى. يمكنها العزف على عدد من الالات الموسيقية، والتي تبدأ بالحرف "B" مثل (bass, bongos, basoon، الخ). وهي أيضا الشخصية الوحيدة التي شاهدت بيري كعميل سري لكنها اعتقدت انها تحت تأثير الطحلب البري. في "Phineas And Ferb Get Busted" نجحت في النهاية في القبض على أشقائها، ولكنها افتقدت اخويها وتقرر إنقاذهم من مدرسة الإصلاح الذاتي كانت في الواقع حلمها، ثم يتبين أنه كان حلم لبيري. لديها عنق طويل جدا، وهو ما أُشير اليه عدة مرات خلال هذه المسلسل، وحساسية لمنتجات الألبان (وردت في "Candace Loses Her Head") والجزر الأبيض البري (وردت في "Jerk De Soleil"). لدى سندس أغنية مميزة. فهي تسمى أحيانا كيفن من قبل Hallucinatory Zebra.
- ليندا فلين (كارولين ريا)—ام فينياس وكانديس وزوجة أب لفيرب. كانت متزوجة من لورانس فليتشر، ولكن يبدو أنها لا تستخدم اسمه الأخير لان أكثر الشخصيات الأخرى تُناديها «بالسيدة فلين»، باستثناء مرة واحدة عندما كان يشار إليها باسم «السيدة فلتشر» من ايزابيلا في "Candace Loses Her Head ". ليندا التي يتم تقديمها في صورة الأم الأمريكية العادية، على الرغم من انها تلعب في فرقة لموسيقى الجاز مع أمهات ايزابيلا وجيريمي، وظهرت مرة واحدة كنجمة بوب تحت اسم 'Lindanna' كما ظهر في "flop stars". وهي عموما ام مشغولة أو تحاول للاسترخاء، وابنتها تحاول دائما أن تُريها الأولاد وهم ينفذون خططهم المجنونة. وتعتقد ان كانديس مجنونة وتحتاج إلى مساعدة. عندما يكشف الأولاد عن مخططاتهم وإنجازاتهم، تعتقد أن لديهم «نشاط مفرط»، ولكن في نفس الوقت خيال يدعوا إلى «الاحترام».
- لورانس فليتشر (ريتشارد أوبريان)—والد فيرب، زوج أم فينياس وكانديس. اسمه الآخير فليتشر، رغم أنه دُعي ذات مرة «بالسيد فلين» من إيزابيلا. لورنس عالم آثار من المملكة المتحدة. ويحتفظ بذكرياته العزيز في صندوق الأدوات. وقد ظهر كيف انه يوافق على تعليمات فينياس وحتى اجبار كانديس على التعاون، لأنه يعتقد ان مهارات فينياس وفيرب عادية.
- بيري the Platypus / Agent P و (Dee Bradley Baker)هو حيوان فينياس وفيرب الأليف، والذي يعيش حياة مزدوجة كعميل سري تحت اسم Agent P، ويكافح الدكتور هاينز دوفينشميرتز. غالبا ما يسبب الضوضاء خلال لحظات معينة. أسرة فلين - وفليتشر ليسوا على علم بحياة بيري المزدوجة، ويفكرون فيه كحيوان أليف طائش.الوكالة السرية حيث 'يعمل' بيري يديرها شخص يسمى Major Monogram يستخدم الحيوانات كعملاء سريين. الحيوانات تستخدام الحرف الأول من فصيلتها كسمهم السري [كلب dog سيكون Agent D، الدجاجة chicken ستكون Agent C، إلخ.]. بيري يهتم كثيرا بعائلته، ظهر عندما تعثر فينس وفيرب بقاعدته السرية وانطلقوا في مهمة سرية، وكان يهتم بهم، أو عندما اعتقدت كانديس أنها قد جنت عندما انقظها بيري. لحظة آخرى ملحوظ في حلقة "Journey to the Center of Candace"، حيث قام الدكتور دوفينشميرتز بكشف خطته الشريرة. هذا جعله يقبض على الفور على الدكتور دوفينشميرتز، بدلا بدلا من الهرب.
- الدكتور شر أبو الاشرار: (الدكتور هاينز دوفينشميرتز)—دوفينشميرتز هو (عادة) رجل غير سعيد، وهو أيضا عالم مجنون. وهو رئيس لشركته الخاصة، Doofenshmirtz Evil Incorporated. كل خططه الشريرة تُحبط عن طريق بيري the Platypus. الطبيب تحول إلى الشر بسبب طفولته الغير سعيدة في بلدة أوروبية غير معروف تُدعى "Druselstein"، وربما لأنه عاش في عائله من مزارعين فقراء وانه اضطر إلى ان يكون عامل في الحديقة. من هذه الخلفية، يقوم بمحاولاته في الوقت الحاضر

! ". زوجته السابقة، شارلين، تدفع له النفقة. لديه ابنة في سن المراهقة اسمها فانيسا. في بعض الأحيان تحاول "الإيقاع" بوالدها، مثل كانديس عندما تحاول الإيقاع بأشقائها. شقيقه الأكبر روجيه المفضلة من قبل امه سياسي محترم في دانفيل ويتولى منصب العمدة. هاينز ليس طبيب في الحقيقة، كما أشاير إلى ذلك من قبل ابنته، ولان درجة الدكتوراة لديه لديها سعر 15 دولارا معلقة عليها. عندما يهزم بيري the Platypus الدكتور دوفينشميرتز، دوفينشميرتز عادة ما يقول "تبا لك، بيري the Platypus!" تقريبا كل من اختراعات الدكتور دوفينشميرتز بها كلمة "inator" في اخرها. اختراعه الأول كطفل كان "Inator" ادخله إلى معرض علمي. لديه وشم بكلمة EVIL على ذراعه كما ظهر في "Chez Platypus".
- Major Monogram (جيف "سوامبي" مارش)—وهو رئيس بيري، وهو الذي يعطيه مهمات لوقف خطط الدكتور هاينز دوفينشميرتز. Major Monogram عادة ما يظهر على شاشة عملاقة ويقوم بإعطاء تعليمات لبيري لمهمته المقبلة، لكن كان قد كُشف انه لم يكن يريد أن يصبح كذلك. وعادة لا يرتدي بنطلون عندما يعطي لبيري تعليماته، ولكن يخفي ذلك باستخدام مُقربات الصورة. في «معرض Unfair Science Fair»، ظهر من دون شعر مستعار. فينياس، فيرب، الدكتور دوفينشميرتز، لورانس فليتشر وكانديس فلين هم الوحيدون الذين رأو Major Monogram من غير قصد.
- إيزابيلا جارسيا شابيرو (أليسون ستونر)—أفضل صديقة لفينس وفيرب. وهي أيضا قائدة the Fireside Girls. يمكنها ان تغير صوتها مثاما يفعل فيرب، وعادة ما يكون أعلى، وليس أقل منه، وغالبا ما تساعد الأولاد في خططهم مُستعينة بالفتيات في هذه العملية (في كثير من الأحيان للحصول على بطاقات جديدة...الخ). في حلقة ' * One Good Scare Ought to Do It

!
```
ظهر أن أكبر مخاوفها هو فقدان فينياس (ليس من المستغرب). فهي لديها انجذاب كبير تجاهه، وهو ما يمكن ملاحظته من الحلقات الأولى. المرة واحدة التي كانت قادرة فيها على ان تطلب من فينياس الخروج للعشاء معها، قال إن كل منه هو وفيرب سيحضرون، حتى لا يكون وحده معها. دائما ما تظهر في المشهد وهي تقول «ماذا تفعلون؟» وعادة ما تطلب المساعدة من the Fireside Girls. وهي تغني بشكل جيد، كما هو واضح في حلقة "Flop Starz". ويمكنها ان تفعل صفارة بإصبعها بصوت عال جدا، كما ظهر في S'winter. وتمتلك أيضا حمام سباحة في فناء منزلها الخلفي.
```

- جيريمي جونسون (ميتشل موسو)—المغرم بكانديس. جيريمي منجذب بشدة لكانديس لكن في كل مرة يراها، أمر محرجة ما يحدث لكانديس. جيريمي يعمل في "Mr. Slushy Burger"، الذي يُسمى أحيانا "Mr. Shlushy Dawg" في مجمع التسوق. جيريمي معجب كانديس، وذلك واضح للجميع عداها هي.
- ستايسي هيرانو (كيلي هو)—الصديقة الاقرب لكانديس. نادرا ما تظهر وحدها في المسلسل، حيث ظهرت أكثر من مرة وهي تتحدث عن طريق الهاتف، وعادة ما تكون مرافقة لكانديس عندما يكون هناك شيء مثير جدا يحدث. انها واحدة من الأشخاص القلائل الذين يعرفون حقيقة الأخوين، على الرغم بانها لم تهتم بذلك مطلقا. عادة ما تُحاول أن تقنع كانديس بالمشاركة والاستمتاع بالوقت الحالي بدلا من محاولة القبض على إخويها، في الواقع، في "Put That Putter Away" عندما ارسلتها كانديس للقبض على فينياس & فيرب، نسيت ذلك بعد أن حصلت على الكثير من المرح معهم، وانضمت إلى الأخوين.
- فانيسا دوفينشميرتز (أوليفيا أولسون) —فانيسا هي ابنة الدكتور دوفينشميرتز وتبلغ من العمر 16 عاما. تمتلك روح دُعابة عالية. والدها وأمها مطلقان. فانيسا تدرك أن دوفينشميرتز عالم شرير وتعرف عدو والدها بيري. شخصيتها بالنسبة للدكتور دوفينشميرتز مثل علاقة كانديس (سندس) بفارس وفادي لأن كلا منهما يريد القبض على إخواتها/والدها. فانيسا لا تهتم بوجود بيري بأي شكل من الأشكال. من قبيل المصادفة، كانديس غالبا ما تتعطل، تصرخ أو حتى تسافر بجوار فانيسا، ولكن قد التقيا مرتين فقط. على الرغم من أنها تُحاولة الكشف عن والدها، فهي ما زالت تحبه في أعماقها. فانيسا لديها صديق حميم اسمه لاسي. في حلقة "Dude, We're Getting The Band Back Together" شكرت فانيسا بيري the Platypus لانقاذه لعيد ميلادها السادس عشر بعد تبادل لإطلاق النار مع Doofensmirtz بمسدس راي. فيرب ظهر ان له مشاعر تجاه فانيسا، كما كُشف في حلقة "I Scream, You Scream".
- بوفورد فان ستوم (بوبي جيلور)—لديه لهجة غريبة. يحب الأشياء الصعبة، ولكنه يخشى من أتفه الأمور، كما ظهر في "Raging Bully" عندما وقع الايس كريم على سرواله وصراخ. كثيرا ما يذكر ان الجميع يخافون منه، لكنه في الحقيقة لا يؤذي أحدا «على الشاشة». كان موجودا في المسلسل كشخص جيد أكثر منه كمستبد، ولهذا السبب يتلقى دعوات متكررة من فينياس للانضمام اليهم وهم يمرحون. بوفورد يملك سمكة تُسمى Biff، على اسم والدته.
- بالجيت باتل (مالك بانشولي)—صبي من احفاد الهنود، انتقلت مع عائلته إلى اميركا كما قيل في "Get that bigfoot out of my face". غالبا ما يصور على أنه طفل غير آمن، وخصوصا بجانب بيفورد. لسبب ما، فإنه عادة ما ينتهي به المطاف بمشاركته، وهو ما يزيد من خوفه. هو ذكي جدا، ولكن معظم معالم شخصيته تتلاشى بفعل الرعب الشديد عندما يكون بيفورد بجانبه. وقد قال في «معرض Unfair Science Fair» ان أسوأ درجة قد يحصل عليها هي A-. في "Phineas and Ferb get Busted"، يقول إنه طرد من المدرسة الصيفية بسبب علاماته العالية جدا، وذهب إلى مدارسة the Smile Away Reform School، وقال : "من المؤكد انهم يجردوك من هويتك ولكن المدرسة ستظل جيدة

! ".
- دجانو براون (أليك هولدن) -- واحد من أصدقاء فينياس الذي يساعد في بعض الأحيان فينس وفيرب في خططهم. والده نحات لأجسام عضلية ضخمة.
- الجدة بيتي جو فلين والجد كلايد فلين (كارولين ريا وباري بوستويك)—وهم أجداد فينياس وكانديس فلين ويدعوهم، جنبا إلى جنب مع أطفال الحي، إلى منزل البحيرة كل صيف. على الرغم من أنهم متقدمين في السن، في بعض الأحيان يشاركون الأطفال في اللعب والمرح. بيتي جو لديها أخت توأم متطابقة، تُدعا لورين، تعيش في خزانة الملابس، وتخرج مرة واحدة فقط. الجد كليد، مثل فينس وفيرب، لديه ولع كبير بالميكانيكيين كما ظهر في "Crack That Whip

! "
- كارل (تايلر الكسندر مان) -- Major Monogram's Intern. كارل عادة ما يكون غير مرئي في معظم الحلقات، ولكن صوته أو وجه (إلى حد ما مثل Major Monogram) يُشاهد في بعض الأحيان. هو معروف ب 'فقدان الأشياء' في معظم الحلقات.
- جيني -- أفضل صديق ثاني لكانديس. ظهرت فقط في 3 حلقات، (في الفناء الخلفي لفينس وفيرب، وهي تعمل نماذج الجيلاتين مع ستايسي، وكانديس وجيريمي، والشخصية التي تتجنب كانديس على الرصيف في" Unfair Science Fair").
- سوزي جونسون (كاري والغرين)—سوزي جونسون هي شقيقت جيريمي الصغيرة. إنها شريرة وتهجم على كانديس عندما تكون في أي مكان بالقرب من جيريمي. انها تشبه قليلا أخت ديفون في ذاتس سو رايفن تتعامل بلطف مع البالغين وبيفورد يخاف منها مثل كانديس. كلما تظهر وجيريمي غير موجودة، تُذكر كانديس «بانها سوف تكون دائما الفتاة المفضلة لجيريمي».
- The Fireside Girls -- فريق ايزابيلا الاستكشافي، ظهروا مغامرات فينس وفيرب كمساعدين لهم. دائما ما يبدو أنهم يبحثون عن فرصة للحصول على الشارات، وعادة ما يكونوا ذي صلة بموضوع مخططات فينس وفيرب.

## الحلقات
| الموسم الأول  | 47 | 21 أغسطس 2007  | 11 {0}ديسمبر{/0} {1}2008{/1} | [ 4 ] |          |    |               |     |
| الموسم الثاني | 39 | 16 فبراير 2009 | 2010                         |       |          |    |               |     |
| الموسم الثالث | 39 | 2010           | 2011                         |       |          |    |               |     |
| الموسم الرابع | 39 | 2012           | 2015 يونيو 13                | -     | الموسم 1 | 39 | 2018 فبراير 2 | TBA |

## الألعاب
فينس وفيرب تميزا في العاب فلاش يمكن الاطلاع عليه على الموقع الرسمي لديزني  والعاب النينتندو التي ظهرت في الولايات المتحدة في 3 شباط، 2009. لعبة النينتندو، تدعا فينس وفيرب.
في اللعبة، فينس وفيرب يقررا بناء سفينة دوارة من أجل تخفيف الشعور بالملل خلال الصيف. في اللعبة، الاعب يلعب ام كفينياس، أو فيرب، وأحيانا كالعميل P. فينياس يبحث عن قطع الغيار اللازمة لهذه السفينة الدوارة بينما يقوم فيرب بإصلاح اشياء مختلفة في جميع أنحاء المدينة والتي تستخدم للوصول إلى المناطق الجديدة. وكذلك يستخدم فيرب أجزاء جديدة لبناء هذه السفينة الدوارة.
خلال الاستكشاف، يجب أن يحترس الاعب من كانداس، التي تحاول القبض على الاخوين. إجراءات خاصة سوف تزيد من شريط الضبطت لكانديس وإذا مليء الشريط، فأنه يجب على اللاعبين لعب لعبة صغيرة خاصة حيث يجب تجنب كانديس في متاهة. الاعب يمكنه استخدام اشياء خاصة توجد في جميع أنحاء المدينة للاختباء من كانديس أو للتقليل من شريط الضبطت.
اللعبة أيضا تحمل ميزة DGamer، حيث يمكن للاعبين فتح اشياء خاصة بفينس وفيرب ومشاركتها مع اللاعبين الآخرين على الإنترنت.

## الأصوات العربية
| - ياسمين ياسر - فارس - حاتم ياسر - فادي - نهى قيس - سندس، جميلة (المواسم الأخيرة - غناء) - أمل عبد الله - الأم - نوران طارق - جميلة (الموسم الأول) - ناريمان نيازي - جميلة (الموسم الثاني) - سيد الرومي - اللواء منير - رمضان خاطر - دكتور أبو الاشرار (الموسم الأول) - عهدي صادق - دكتور أبو الاشرار (الموسم الثاني) - أماني البحطيطي - إيمان غنيم - سندس (الموسم الأول - الموسم التاسع) - إبراهيم غريب - الهامي أمين - رانيا رؤوف | - شهاب إبراهيم - شهاب إيمن - سهيرة فؤاد - طارق إسماعيل - عاطف يوسف - عزت أحمد - لوبا حماد - محمد امام - مايكل جميل - معوض إسماعيل - محمود العراقي - ناريمان طارق - هاني البحراوي - يارا علاء | - أسماء سمير - اميرة الناصر - إيمان عياد - خلود عمر - زياد الشريف - عادل عمر - محسن صلاح - محمد عبد العظيم - مي يسري - ناير ناجي - نسمة الكردي - نهى فكري - هشام الجندي - وائل شاهين |

## وصلات خارجية
- فارس وفادي -- قناة ديزني
- فارس وفادي في تي في.كوم
- فينس وفيرب نحو يكي على يكيا
- فارس وفادي: بيري فريش
- فارس وفادي على موقع IMDb (الإنجليزية)
- فارس وفادي على موقع ميتاكريتيك (الإنجليزية)
- فارس وفادي على موقع روتن توميتوز (الإنجليزية)
- فارس وفادي على موقع نتفليكس (الإنجليزية)
- فارس وفادي على موقع ميوزك برينز (الإنجليزية)
- فارس وفادي على موقع كينوبويسك (الروسية)
- فارس وفادي على موقع ألو سيني (الفرنسية)
- فارس وفادي على موقع قاعدة بيانات الفيلم (الإنجليزية)